# Портвілл (селище, Нью-Йорк)
Портвілл (англ. Portville) — селище (англ. village) в США, в окрузі Каттарогус штату Нью-Йорк. Населення — 892 особи (2020).

## Географія
Портвілл розташований за координатами 42°2′12″ пн. ш. 78°20′14″ зх. д. / 42.03667° пн. ш. 78.33722° зх. д. (42.036706, -78.337256).  За даними Бюро перепису населення США в 2010 році селище мало площу 2,08 км², уся площа — суходіл.

## Демографія
Згідно з переписом 2010 року, у селищі мешкало 1014 осіб у 415 домогосподарствах у складі 273 родин. Густота населення становила 488 осіб/км².  Було 457 помешкань (220/км²).
Расовий склад населення:
| - 96,3 % — білих - 1,2 % — чорних або афроамериканців - 0,2 % — корінних американців - 0,1 % — азіатів |

До двох чи більше рас належало 2,2 %. Частка іспаномовних становила 1,4 % від усіх жителів.
За віковим діапазоном населення розподілялося таким чином: 27,4 % — особи молодші 18 років, 56,9 % — особи у віці 18—64 років, 15,7 % — особи у віці 65 років та старші. Медіана віку мешканця становила 37,6 року. На 100 осіб жіночої статі у селищі припадало 86,4 чоловіків;  на 100 жінок у віці від 18 років та старших — 82,2 чоловіків також старших 18 років.
Середній дохід на одне домашнє господарство  становив 67 563 долари США (медіана — 51 010), а середній дохід на одну сім'ю — 72 193 долари (медіана — 57 115). Медіана доходів становила 54 148 доларів для чоловіків та 37 500 доларів для жінок. За межею бідності перебувало 15,0 % осіб, у тому числі 27,6 % дітей у віці до 18 років та 3,5 % осіб у віці 65 років та старших.
Цивільне працевлаштоване населення становило 553 особи. Основні галузі зайнятості: освіта, охорона здоров'я та соціальна допомога — 19,9 %, роздрібна торгівля — 18,6 %, виробництво — 15,6 %, мистецтво, розваги та відпочинок — 13,0 %.